# Championnat de France masculin de handball de deuxième division 1994-1995
Navigation
Saison 1993-1994 Saison 1995-1996
La Nationale 1 fédérale 1994-1995 est la quarante-troisième édition du Championnat de France masculin de handball de deuxième division, le deuxième plus haut niveau des clubs masculins de handball en France. 
Le titre de champion de France est remporté par l'Istres Sports de Bruno Martini, vainqueur en finale du HBC Villeneuve d'Ascq. Les deux clubs ainsi que le Sporting Toulouse 31 de Frédéric Perez et Stéphane Plantin sont promus en Division 1. Du fait du passage à 14 équipes pour la saison 95/96, 20 clubs sont quant à eux relégués.

## Modalités
Les 36 équipes sont réparties en 3 poules de 12 équipes. Les premiers de chaque poule sont promus en Division 1 et se disputent le titre de champion de France de Nationale 1 fédérale.
Du fait du passage à 14 équipes pour la saison 95/96, seules les équipes classées de la 2e à la 4e place ainsi que les 2 meilleurs 5e sont maintenus. Dans ce but, les trois équipes classées 5e réalisent un tournoi à 3 équipes pour déterminer les 2 équipes maintenues et l’équipe reléguée.

## Phase de poule
- Qualifié pour les demi-finales et promu en 1re Division
- Qualifié pour les barrages de relégation
- Relégation en 3e Division
- (R) :  Relégué de 1re Division en début de saison
- (P) :  Promu de 3e Division en début de saison

### Poule A
Le classement final de la poule A est :
|    | Équipe                       | Pts | J  | G  | N | P  | Bp  | Bc  | Diff |
| -- | ---------------------------- | --- | -- | -- | - | -- | --- | --- | ---- |
| 1  | HBC Villeneuve d'Ascq        | 60  | 22 | 18 | 2 | 2  | 523 | 437 | 86   |
| 2  | AC Boulogne-Billancourt      | 57  | 22 | 17 | 1 | 4  | 575 | 509 | 66   |
| 3  | Massy 91 Finances (R)        | 55  | 22 | 16 | 1 | 5  | 574 | 489 | 85   |
| 4  | US Saintes CC                | 51  | 22 | 14 | 1 | 7  | 644 | 559 | 85   |
| 5  | HBC Gien Loiret              | 46  | 22 | 12 | 0 | 10 | 468 | 487 | -19  |
| 6  | ES Falaise                   | 43  | 22 | 10 | 1 | 11 | 462 | 477 | -15  |
| 7  | ESM Gonfreville l'Orcher (P) | 42  | 22 | 9  | 2 | 11 | 480 | 496 | -16  |
| 8  | Angers Noyant Handball       | 40  | 22 | 9  | 0 | 13 | 476 | 465 | 11   |
| 9  | CSM Epinay (P)               | 39  | 22 | 8  | 1 | 13 | 531 | 541 | -10  |
| 10 | RSC Montreuil                | 39  | 22 | 8  | 1 | 13 | 508 | 527 | -19  |
| 11 | OSM Lomme                    | 33  | 22 | 5  | 1 | 16 | 430 | 543 | -113 |
| 12 | CJF Saint-Malo               | 23  | 22 | 0  | 1 | 21 | 473 | 614 | -141 |

### Poule B
Le classement final de la poule B est :
|    | Équipe                             | Pts | J  | G  | N | P  | Bp  | Bc  | Diff |
| -- | ---------------------------------- | --- | -- | -- | - | -- | --- | --- | ---- |
| 1  | Istres Sports                      | 62  | 22 | 20 | 0 | 2  | 495 | 407 | 88   |
| 2  | USAM Nîmes Gard (R)                | 61  | 22 | 19 | 1 | 2  | 517 | 376 | 141  |
| 3  | SLUC Nancy COS Villers             | 48  | 22 | 12 | 2 | 8  | 425 | 389 | 36   |
| 4  | ES Besançon                        | 47  | 22 | 11 | 3 | 8  | 494 | 482 | 12   |
| 5  | Dijon Bourgogne Handball (P)       | 46  | 22 | 11 | 2 | 9  | 480 | 480 | 0    |
| 6  | Mulhouse Sud Alsace                | 44  | 22 | 9  | 4 | 9  | 462 | 484 | -22  |
| 7  | SMEC Metz                          | 41  | 22 | 9  | 1 | 12 | 447 | 447 | 0    |
| 8  | ASCA Wittelsheim (P)               | 41  | 22 | 8  | 3 | 11 | 481 | 516 | -35  |
| 9  | ASL Robertsau                      | 39  | 22 | 7  | 3 | 12 | 426 | 434 | -8   |
| 10 | Stade français Issy-les-Moulineaux | 39  | 22 | 6  | 5 | 11 | 475 | 489 | -14  |
| 11 | JAD Villemomble                    | 37  | 22 | 6  | 3 | 13 | 469 | 469 | 0    |
| 12 | Vénissieux handball (R)            | 23  | 22 | 0  | 1 | 21 | 401 | 599 | -198 |

### Poule C
Le classement final de la poule C est :
|    | Équipe                         | Pts | J  | G  | N | P  | Bp  | Bc  | Diff |
| -- | ------------------------------ | --- | -- | -- | - | -- | --- | --- | ---- |
| 1  | Sporting Toulouse 31           | 62  | 22 | 19 | 2 | 1  | 543 | 420 | 123  |
| 2  | Villeurbanne HBC (R)           | 52  | 22 | 12 | 6 | 4  | 562 | 508 | 54   |
| 3  | AS Saint-Raphaël (P)           | 51  | 22 | 14 | 1 | 7  | 529 | 472 | 57   |
| 4  | Nice HB Côte d'Azur            | 48  | 22 | 12 | 2 | 8  | 451 | 433 | 18   |
| 5  | Aix UC                         | 47  | 22 | 11 | 3 | 8  | 428 | 425 | 3    |
| 6  | Billère Handball (P)           | 45  | 22 | 10 | 3 | 9  | 525 | 519 | 6    |
| 7  | ES St-Martin-d'Hères           | 44  | 22 | 10 | 2 | 10 | 548 | 523 | 25   |
| 8  | HBC Villefranche-sur-Saône (P) | 43  | 22 | 9  | 3 | 10 | 456 | 459 | -3   |
| 9  | SE Beaune                      | 39  | 22 | 7  | 3 | 12 | 478 | 482 | -4   |
| 10 | HBC Carcassonne                | 39  | 22 | 7  | 3 | 12 | 456 | 516 | -60  |
| 11 | HB Mougins Mouans-Sartoux      | 30  | 22 | 4  | 0 | 18 | 478 | 598 | -120 |
| 12 | Pau Nousty Sports (P)          | 28  | 22 | 3  | 0 | 19 | 469 | 538 | -69  |

## Phase finale

### Détermination du titre de champion de France
Les premiers de chacune des 3 poules sont promus en Division 1 et se disputent le titre de champion de France.
Les résultats des demi-finales sont :
- HBC Villeneuve d'Ascq 20-21 Istres Sports
- HBC Villeneuve d'Ascq 15-16 Sporting Toulouse 31
- La 3e demi-finale entre Istres et Toulouse n’a pas été jouée, les deux équipes étant sures d’être qualifiées.

En finale, l’Istres Sports s’impose 20 à 15 face au Sporting Toulouse 31 et est champion de France de Nationale 1 Fédérale.

### Barrages de relégation
Les résultats des barrages de relégation sont :
- Journée 1
  - HBC Gien Loiret 22-15 Dijon Bourgogne Handball
  - HBC Gien Loiret 16-23 Aix UC
- Journée 2
  - Dijon Bourgogne Handball 20-22 HBC Gien Loiret
  - Dijon Bourgogne Handball 24-23 Aix UC
- Journée 3
  - Aix UC 21-26 HBC Gien Loiret
  - Aix UC 20-16 Dijon Bourgogne Handball
- Bilan

1. HBC Gien Loiret : 3 victoires et 1 défaite
2. Aix UC : 2 victoires et 2 défaites
3. Dijon Bourgogne Handball : 1 victoire et 3 défaites.

Le HBC Gien Loiret et l’Aix Université Club sont maintenus en Division 2 et le Dijon Bourgogne Handball est relégué.

### Repêchages
Parmi les trois clubs relégués de Nationale 1 Performance, seul le CSM Livry-Gargan est finalement autorisé à évoluer dans la nouvelle Division 2 puisque le RC Strasbourg est dissout et le Handball Saint-Brice 95 est relégué en Nationale 1 (3e division). 
Par conséquent, le Dijon Bourgogne Handball, perdant des barrages de relégation, et le Billère Handball, a priori en tant que meilleur 6e, sont finalement maintenus en Division 2.